# LÉ Ciara (P42)
LÉ Ciara (P42) — корабль ВМС Ирландии, пятый из пяти изначально построенных для Великобритании корветов типа «Пикок» и второй из двух корветов этого типа, купленных Ирландией.

## История
Корабль был построен в 1983—1985 годах на верфи компании Hall, Russell & Company в Шотландии для ВМС Великобритании под названием HMS Swallow (P242) и предназначался для службы в водах Гонконга. В 1988 году он был куплен правительством Ирландии и вошёл в строй военно-морских сил страны, получив имя Сиара в честь святой из Типперэри, жившей в VII веке.
Сиара и её систершип, Орла, являются самыми маленькими и быстрыми кораблями ВМС Ирландии и несут службу в прибрежных водах. Сиара способна развивать кратковременную скорость до 30 узлов, за что корабль прозвали «Дорожный Бегун» (Road Runner) в честь персонажа мультфильмов Looney Tunes.
В 1999 году Сиара участвовала в задержании второй по объёму в истории Ирландии на тот момент партии наркотиков, обнаруженной на судне MW Posidonia у юго-западного побережья страны.
Экипаж корабля поддерживал шефские отношения с городом Кинсейл (графство Корк).
«Сиара» была выведена из состава флота 8 июля 2022 года.